# Ранок туманний
«Ранок туманний» («Утро туманное») — радянський телефільм 1987 року, знятий режисером Володимиром Головіним.

## Сюжет
Йде запис у студії, звучать романси про кохання. Перед нами постають старовинна садиба, старовинний інтер'єр, чарівні жіночі головки на старовинних портретах. Їх змінюють обличчя артистів, які сидять у студії. Що бачиться їм — краса навколишньої природи, трійка, що їде в далечінь, засніжені поля, села під снігом, ліс, що стоїть у морозному серпанку. А можливо, відлуння колишнього кохання, чийогось давно минулого кохання, що відгукується в мелодіях романсом. Відлуння замовкає, ми повертаємося в місто, але краса музики, що лунала, залишається з нами.

## У ролях
- Любов Казарновська — головна роль
- Валерій Лебедь — головна роль
- Костянтин Плужников — головна роль
- Володимир Панкратов — головна роль
- Олександр Морозов — головна роль
- Світлана Волкова — головна роль

## Знімальна група
- Режисер — Володимир Головін
- Сценарист — Віктор Дальський
- Оператор — Віктор Бочаров
- Художник — Микола Субботін